# باول ستانلي (مخرج)
باول ستانلي (بالإنجليزية: Paul Stanley)‏ هو مخرج أمريكي، ولد في 1922 في هارتفورد في الولايات المتحدة، وتوفي في 2002.

## وصلات خارجية
- باول ستانلي على موقع IMDb (الإنجليزية)
- باول ستانلي على موقع ألو سيني (الفرنسية)
- باول ستانلي على موقع أول موفي (الإنجليزية)
- باول ستانلي على موقع قاعدة بيانات الأفلام السويدية (السويدية)
- باول ستانلي على موقع قاعدة بيانات الفيلم (الإنجليزية)
- باول ستانلي على موقع كينوبويسك (الروسية)
- باول ستانلي على موقع كينوبويسك (الروسية)
- باول ستانلي على موقع كينوبويسك (الروسية)